# Liste des souverains de Moldavie
La liste des souverains de Moldavie va de la première mention jusqu'à l'unification avec la Valachie en 1859. La monarchie étant élective dans les principautés roumaines (comme en Hongrie et Pologne voisines), le prince (voïvode, hospodar ou domnitor selon les époques et les sources) était élu par et parmi les boyards et, pour être nommé, régner et se maintenir, s'appuyait fréquemment sur les puissances voisines, hongroise, polonaise ou ottomane.

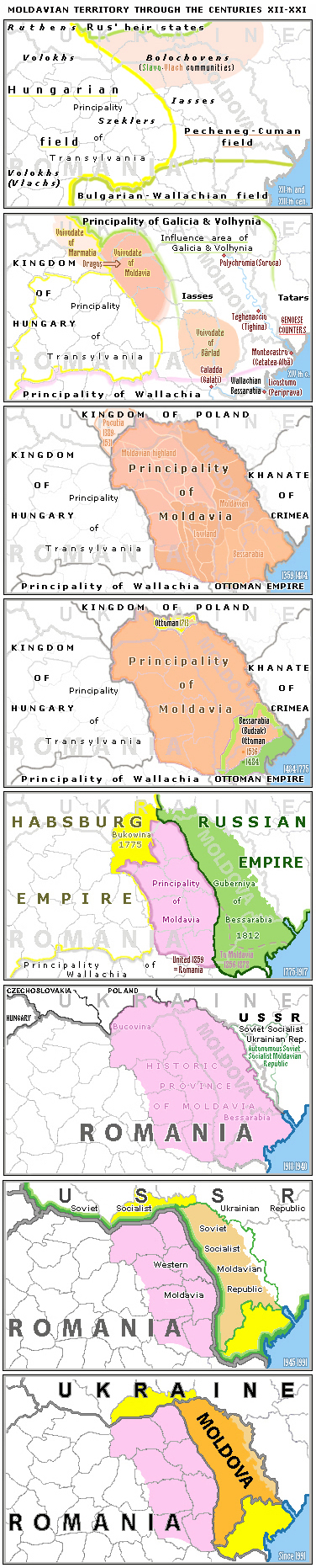
Évolution diachronique du territoire moldave, du XIIe siècle au XXIe siècle.

## Vassale de laPologne, 1387-1455
Le fait qu'entre 1387 et 1455 la principauté de Moldavie se soit reconnue vassale et alliée de la Pologne ne signifie pas, comme l'affirment par erreur certains auteurs, qu'elle soit devenue une province polonaise ou un fief du roi de Pologne. Ces erreurs sont dues d'une part à la confusion sémantique chez certains historiens modernes, entre voïvodie (province, en polonais) et voïvode (prince régnant, en roumain), ou encore entre suzeraineté et souveraineté, et d'autre part à la rétroprojection nationaliste de l'histoire.

## Vassale de l'Empire ottoman, 1455-1859
Le fait qu'entre 1455 et 1859 la Principauté de Moldavie se soit reconnue vassale et tributaire de la « Sublime Porte » ottomane ne signifie pas, comme le montrent par erreur beaucoup de cartes historiques, qu'elle soit devenue une province turque et un pays musulman, d'autant plus que durant cette période, elle se reconnut simultanément une seconde fois vassale de la Pologne entre 1597 et 1623. Seuls certains territoires moldaves sont devenus ottomans : en 1484 la Bessarabie alors dénommée Boudjak, au nord des bouches du Danube (ce nom ne désignait alors que les rives du Danube et de la mer Noire), en 1538 la raya de Tigina alors dénommée Bender, et en 1713 la raya de Hotin. Le reste de la Principauté (y compris la partie entre Dniestr et Prut qui sera appelée Bessarabie en 1812, lors de l'annexion russe) a conservé ses propres lois, sa religion orthodoxe, boyards, princes, ministres, armées et autonomie politique (au point de se dresser plus d'une fois contre le Sultan ottoman). Les erreurs cartographiques et historiques sont dues à l'ignorance ou à des simplifications réductrices.
Elle retrouve un temps son indépendance sous Ștefan III cel Mare.
En 1600, Michel Ier le Brave réunit les deux principautés de Moldavie et de Valachie.
Depuis la fin du XVIIe siècle, l'élection du prince se joue de moins en moins à Jassy et Bucarest auprès du Sfat Domnesc (conseil des boyards), et de plus en plus à Constantinople parmi les Phanariotes et auprès des Ottomans ; elle est aussi de plus en plus coûteuse. Au début du XVIIIe siècle (et jusqu'en 1829), les Phanariotes supplantent les boyards roumains et seront très nombreux à régner sur les deux principautés ; les deux aristocraties s'entremêlent, les Phanariotes se roumanisent, les boyards s'hellénisent. C'est aussi la période où l'Empire russe se rapproche des principautés, commence à se poser en champion de la foi orthodoxe contre l'Empire ottoman, y mène des campagnes militaires et intervient dans la politique des principautés roumaines, qui sont alors influencées par l'esprit des Lumières ; leurs aristocraties et bourgeoisies commencent à devenir francophiles et francophones, phénomène qui culminera au XIXe siècle et perdurera jusqu'au milieu du XXe siècle.

Entre 1806 et 1812, l'occupation russe aura duré 6 ans dans la partie occidentale de la Principauté, à l'ouest du Prut, mais se prolongera durant 105 ans dans la partie orientale de la Principauté, à l'est du Prut, qui forme jusqu'en 1917 le gouvernement de Bessarabie, initialement gouverné par le hospodar Scarlat Sturdza (durant un an) et ses successeurs, selon les lois moldaves et en roumain jusqu'en 1828, puis selon les lois russes et en russe.
Le 24 janvier 1859, Alexandru Ion Cuza est élu également souverain de la Valachie et l’union de facto est accomplie. Toutefois, les gouvernements et les parlements des deux pays sont encore séparés. Le 22 janvier 1862 est formé le premier gouvernement roumain et, deux jours plus tard, le 24 janvier 1862, les deux parlements fusionnent et choisissent Bucarest comme capitale du nouveau pays. À cette date, la Principauté de Moldavie laisse place aux Principautés unies de Moldavie et de Valachie, embryon de l’État roumain, qui restera vassal et tributaire de l’Empire ottoman pendant encore 16 ans, jusqu’en 1878.

## Liste
| №                                                          | Nom Roumain                                                                      | Nomenclature Française                                     | Famille                                                    | Règne                                                      | Notes |
| ---------------------------------------------------------- | -------------------------------------------------------------------------------- | ---------------------------------------------------------- | ---------------------------------------------------------- | ---------------------------------------------------------- | --- |
| 1                                                          | Dragoș Vodă                                                                      | Dragoș                                                     | Drágffy                                                    | 1347-1354                                                  | Début de règne sujet à débat, 1347 dans l'historiographie roumaine. "Voda", synonyme de Voïvode, voire plus bas.             |
| 2                                                          | Sas                                                                              | Sas                                                        | Drágffy                                                    | 1354-1363                                                  | 1354-1359 dans l’historiographie française, 1354-1363 dans l’historiographie roumaine.                                       |
| 3                                                          | Balc                                                                             | Bâlc                                                       | Drágffy                                                    | 1363-1363                                                  | Même remarque, 1395-1360 dans l’historiographie française.                                                                   |
| 4                                                          | Bogdan Întemeitorul                                                              | Bogdan Ier                                                 | Bogdănești                                                 | 1363-1367                                                  | Même remarque, 1360-1367 dans l’historiographie française.                                                                   |
| 5                                                          | Petru                                                                            | Pierre Ier                                                 | Bogdănești                                                 | 1367-1368                                                  | Fils de Ștefan, et petit-fils de Bogdan Ier.                                                                                 |
| 6                                                          | Lațcu                                                                            | Lațcu                                                      | Bogdănești                                                 | 1368-1373                                                  | - |
| 7                                                          | Costea Mușatin                                                                   | Costea                                                     | Mușatini                                                   | 1373-1374                                                  | - |
| 8                                                          | Iuga Ologul                                                                      | Iuga                                                       | Inconnu                                                    | 1374-1377                                                  | Premier règne, destitué par son successeur.                                                                                  |
| 9                                                          | Petru                                                                            | Pierre II                                                  | Mușatini                                                   | 1377-1391                                                  | - |
| 10                                                         | Roman                                                                            | Roman Ier                                                  | Mușatini                                                   | 1391-1394                                                  | - |
| 11                                                         | Ștefan                                                                           | Étienne Ier                                                | Mușatini                                                   | 1394-1399                                                  | - |
| 12                                                         | Iuga Ologul                                                                      | Iuga                                                       | Inconnu                                                    | 1399-1400                                                  | Second Règne, destitué par Mircea Ier de Valachie, qui le remplace par Alexandre Ier.                                        |
| 13                                                         | Alexandru cel Bun                                                                | Alexandre Ier                                              | Mușatini                                                   | 1400-1432                                                  | - |
| 14                                                         | Iliaș                                                                            | Ilie Ier                                                   | Mușatini                                                   | 1432-1433                                                  | Détroné par son successeur à la bataille de Loloni.                                                                          |
| 15                                                         | Ștefan                                                                           | Étienne II                                                 | Mușatini                                                   | 1433-1435                                                  | Premier règne seul, fils illégitime d’Alexandre Ier.                                                                         |
| 16                                                         | Iliaș et Ștefan                                                                  | Ilie Ier et Étienne II                                     | Mușatini et Mușatini                                       | 1435-1442                                                  | Coprinces, ils s’associent après la bataille de Podraga. Ilie Ier est à nouveau chassé en 1442.                              |
| 17                                                         | Ștefan                                                                           | Étienne II                                                 | Mușatini                                                   | 1442-1444                                                  | Deuxième règne seul. |
| 18                                                         | Petru et Ștefan                                                                  | Pierre III et Étienne II                                   | Mușatini et Mușatini                                       | 1444-1445                                                  | Coprinces, Etienne II associe son demi-frère Pierre III au pouvoir.                                                          |
| 19                                                         | Ștefan                                                                           | Étienne II                                                 | Mușatini                                                   | 1445-1447                                                  | Troisième règne seul, chassé par Roman II.                                                                                   |
| 20                                                         | Petru                                                                            | Pierre III                                                 | Mușatini                                                   | 1447-1447                                                  | Premier règne seul; chassé par Roman II.                                                                                     |
| 21                                                         | Roman                                                                            | Roman II                                                   | Mușatini                                                   | 1447-1448                                                  | Est tué par empoisonnement, sous les ordres de Pierre III.                                                                   |
| 22                                                         | Petru                                                                            | Pierre III                                                 | Mușatini                                                   | 1448-1449                                                  | Second règne seul, difficilement situé dans l’historiographie                                                                |
| 23                                                         | Ciubăr Vodă                                                                      | Csupor                                                     | Monoszló                                                   | 1449-1449                                                  | Même remarque. |
| 24                                                         | Alexandru                                                                        | Alexandre II                                               | Mușatini                                                   | 1449-1449                                                  | Premier règne, même remarque, renversé par Bogdan II.                                                                        |
| 25                                                         | Bogdan                                                                           | Bogdan II                                                  | Mușatini                                                   | 1449-1451                                                  | Assassiné sous les ordres de Pierre IV Aron                                                                                  |
| 26                                                         | Petru Aron                                                                       | Pierre IV                                                  | Mușatini                                                   | 1451-1452                                                  | Premier règne, Fils illégitime d’Alexandre Ier, oublié dans la numérotation française. Guerre de pouvoir contre Alexandre II |
| 27                                                         | Alexandru                                                                        | Alexandre II                                               | Mușatini                                                   | 1452-1454                                                  | Deuxième règne. |
| 28                                                         | Petru Aron                                                                       | Pierre IV                                                  | Mușatini                                                   | 1454-1455                                                  | Deuxième règne. |
| 29                                                         | Alexandru                                                                        | Alexandre II                                               | Mușatini                                                   | 1455-1455                                                  | Troisième règne. |
| 30                                                         | Petru Aron                                                                       | Pierre IV                                                  | Mușatini                                                   | 1455-1457                                                  | Troisième règne, renversé par son successeur.                                                                                |
| 31                                                         | Ștefan cel Mare                                                                  | Étienne III                                                | Mușatini                                                   | 1457-1504                                                  | - |
| 32                                                         | Bogdan cel Orb                                                                   | Bogdan III                                                 | Mușatini                                                   | 1504-1517                                                  | - |
| 33                                                         | Ștefan IV Ștefăniță                                                              | Étienne IV                                                 | Mușatini                                                   | 1517-1527                                                  | - |
| 34                                                         | Petru Rareș                                                                      | Pierre V                                                   | Mușatini                                                   | 1527-1538                                                  | Premier règne, Pierre IV dans la numérotation française, par oubli de Pierre IV Aron.                                        |
| 35                                                         | Ștefan Lăcustă                                                                   | Étienne V                                                  | Mușatini                                                   | 1538-1540                                                  | Fils d’Alexandre, petit-fils d’Étienne III.                                                                                  |
| 36                                                         | Alexandru Cornea                                                                 | Alexandre III                                              | Mușatini                                                   | 1540-1541                                                  | Origine incertaine, probable petit-fils de Pierre IV Aron.                                                                   |
| 37                                                         | Petru Rareș                                                                      | Pierre V                                                   | Mușatini                                                   | 1541-1546                                                  | Second règne. |
| 38                                                         | Iliaș Rareș                                                                      | Ilie II                                                    | Mușatini                                                   | 1546-1551                                                  | - |
| 39                                                         | Ștefan Rareș                                                                     | Etienne VI                                                 | Mușatini                                                   | 1551-1552                                                  | - |
| 40                                                         | Ioan Joldea                                                                      | Ioan Ier                                                   | Joldea                                                     | 1552-1552                                                  | Oublié dans la numérotation française.                                                                                       |
| 41                                                         | Alexandru Lăpușneanu                                                             | Alexandre IV                                               | Mușatini                                                   | 1552-1561                                                  | Premier règne. |
| 42                                                         | Ioan Iacob Heraclid                                                              | Ioan II                                                    | Bassilos                                                   | 1561-1563                                                  | Ioan Ier dans la numérotation française.                                                                                     |
| 43                                                         | Ștefan Tomșa                                                                     | Etienne VII                                                | Tomșa                                                      | 1563-1564                                                  | - |
| 44                                                         | Alexandru Lăpușneanu                                                             | Alexandre IV                                               | Mușatini                                                   | 1564-1568                                                  | Second règne. |
| 45                                                         | Bogdan Lăpușneanu                                                                | Bogdan IV                                                  | Mușatini                                                   | 1568-1572                                                  | - |
| 46                                                         | Ioan Voda cel Cumplit ou Armeanul                                                | Ioan III                                                   | Mușatini                                                   | 1572-1574                                                  | Ioan II dans la numérotation française.                                                                                      |
| 47                                                         | Petru Șchiopul                                                                   | Pierre VI                                                  | Drăculești                                                 | 1574-1577                                                  | Pierre V dans la numérotation française.                                                                                     |
| 48                                                         | Ioan Potcoavă                                                                    | Ioan IV                                                    | Potcoavă                                                   | 1577-1577                                                  | Oublié dans la numérotation française. Il meurt le 31 décembre 1577.                                                         |
| 49                                                         | Petru Șchiopul                                                                   | Pierre VI                                                  | Drăculești                                                 | 1578-1579                                                  | Deuxième règne, il reprend le trône le 1er janvier 1578. Pierre V dans la numérotation française.                            |
| 50                                                         | Iancu Sasul                                                                      | Ioan V                                                     | Mușatini                                                   | 1579-1582                                                  | - |
| 51                                                         | Petru Șchiopul                                                                   | Pierre VI                                                  | Drăculești                                                 | 1582-1589                                                  | Troisième règne, Pierre V dans la numérotation française.                                                                    |
| 52                                                         | Petru Șchiopul et Ștefan Șchiopul                                                | Pierre VI et Étienne                                       | Drăculești et Drăculești                                   | 1589-1591                                                  | Pierre VI associe son fils Étienne au trône. Renversés par Aron le Tyran.                                                    |
| 53                                                         | Aron Tiranul                                                                     | Aaron                                                      | Mușatini                                                   | 1591-1592                                                  | Premier règne, fils illégitime d’Alexandre IV.                                                                               |
| 54                                                         | Alexandru cel Rău                                                                | Alexandre V                                                | Mușatini                                                   | 1592-1592                                                  | Alexandre III de Valachie. Oublié dans la numérotation française.                                                            |
| 55                                                         | Petru Cazacul                                                                    | Pierre VII                                                 | Mușatini                                                   | 1592-1592                                                  | - |
| 56                                                         | Aron Tiranul                                                                     | Aaron                                                      | Mușatini                                                   | 1592-1595                                                  | Second règne, il abandonne le trône face à Stefan Razvan                                                                     |
| 57                                                         | Ștefan Răzvan                                                                    | Étienne VIII                                               | Drăculești                                                 | 1595-1595                                                  | - |
| 58                                                         | Ieremia Movilă                                                                   | Ieremia                                                    | Movilești                                                  | 1595-1600                                                  | - |
| 59                                                         | Mihai Viteazul                                                                   | Michel Ier                                                 | Drăculești                                                 | 1600-1600                                                  | Michel Ier de Valachie, il parvient à unifier un temps les deux principautés.                                                |
| 60                                                         | Ieremia Movilă                                                                   | Ieremia                                                    | Movilești                                                  | 1600-1606                                                  | - |
| 61                                                         | Simion Movilă                                                                    | Simion                                                     | Movilești                                                  | 1606-1607                                                  | - |
| 62                                                         | Mihai Movilă                                                                     | Michel II                                                  | Movilești                                                  | 1607-1607                                                  | Premier règne. |
| 63                                                         | Constantin Movilă                                                                | Constantin Ier                                             | Movilești                                                  | 1607-1607                                                  | Premier règne. |
| 64                                                         | Mihai Movilă                                                                     | Michel II                                                  | Movilești                                                  | 1607-1607                                                  | Second règne. |
| 65                                                         | Constantin Movilă                                                                | Constantin Ier                                             | Movilești                                                  | 167-1611                                                   | Second règne. |
| 66                                                         | Ștefan Tomșa                                                                     | Étienne IX                                                 | Tomșa                                                      | 1611-1615                                                  | Premier règne. |
| 67                                                         | Alexandru Movilă                                                                 | Alexandre VI                                               | Movilești                                                  | 1615-1616                                                  | Oublié dans la numérotation française.                                                                                       |
| 68                                                         | Radu Mihnea                                                                      | Radu                                                       | Drăculești                                                 | 1616-1619                                                  | Premier règne |
| 69                                                         | Gaspar Grazziani                                                                 | Gaspar                                                     | Grazziani                                                  | 1619-1620                                                  | - |
| 70                                                         | Alexandru Iliaș                                                                  | Alexandre VII                                              | Mușatini                                                   | 1620-1621                                                  | Premier règne, Petit-fils d’Alexandre IV.                                                                                    |
| 71                                                         | Ștefan II Tomsa                                                                  | Étienne IX                                                 | Tomșa                                                      | 1621-1623                                                  | Second règne. |
| 72                                                         | Radu Mihnea                                                                      | Radu                                                       | Drăculești                                                 | 1623-1626                                                  | Second règne. |
| 73                                                         | Miron Barnovschi-Movila                                                          | Miron                                                      | Movilești                                                  | 1626-1629                                                  | Premier règne. |
| 74                                                         | Alexandru Coconul                                                                | Alexandre VIII                                             | Drăculești                                                 | 1629-1630                                                  | - |
| 75                                                         | Moise Movila                                                                     | Musa                                                       | Movilă                                                     | 1630-1631                                                  | Premier règne. |
| 76                                                         | Alexandru Iliaș                                                                  | Alexandre VII                                              | Mușatini                                                   | 1631-1633                                                  | Second règne. |
| 77                                                         | Miron Barnovschi-Movila                                                          | Miron                                                      | Movilă                                                     | 1633-1633                                                  | Second règne. |
| 78                                                         | Moise Movila                                                                     | Musa                                                       | Movilești                                                  | 1633-1634                                                  | Second règne. |
| 79                                                         | Vasile Lupu                                                                      | Basile                                                     | Coci                                                       | 1634-1653                                                  | Premier règne. |
| 80                                                         | Gheorghe Ștefan                                                                  | Gheorghe Ier                                               | Ștefan                                                     | 1653-1653                                                  | Premier règne |
| 81                                                         | Vasile Lupu                                                                      | Basile                                                     | Coci                                                       | 1653-1653                                                  | Second règne. |
| 82                                                         | Gheorghe Ștefan                                                                  | Gheorghe Ier                                               | Ștefan                                                     | 1653-1653                                                  | Second règne. |
| 83                                                         | Gheorghe Ghica                                                                   | Gheorghe II                                                | Ghica                                                      | 1653-1658                                                  | Gheorghe Ier dans la numérotation française.                                                                                 |
| 84                                                         | Constantin Șerban                                                                | Constantin II                                              | Craiovescu                                                 | 1658-1659                                                  | Premier règne. |
| 85                                                         | Ștefăniță Lupu                                                                   | Étienne X                                                  | Coci                                                       | 1659-1659                                                  | Premier règne. |
| 86                                                         | Constantin Șerban                                                                | Constantin II                                              | Craiovescu                                                 | 1659-1659                                                  | Second règne. |
| 87                                                         | Ștefăniță Lupu                                                                   | Étienne X                                                  | Coci                                                       | 1659-1661                                                  | Second règne. |
| 88                                                         | Eustatie Dabija                                                                  | Eustatie                                                   | Dabija                                                     | 1661-1665                                                  | - |
| 89                                                         | Gheorghe Duca                                                                    | Gheorge III                                                | Doukas                                                     | 1665-1666                                                  | Premier règne. |
| 90                                                         | Iliaș Alexandru                                                                  | Ilie III                                                   | Mușatini                                                   | 1666-1668                                                  | - |
| 91                                                         | Gheorghe Duca                                                                    | Gheorge III                                                | Doukas                                                     | 1668-1672                                                  | Deuxième règne. |
| 92                                                         | Ștefan Petriceicu                                                                | Étienne XI                                                 | Petriceicu                                                 | 1672-1673                                                  | Premier Règne |
| 93                                                         | Dumitrașcu Cantacuzino                                                           | Dimitrie Ier                                               | Cantacuzène                                                | 1673-1674                                                  | Premier règne. |
| 94                                                         | Ștefan Petriceicu                                                                | Étienne XI                                                 | Petriceicu                                                 | 1674-1675                                                  | Deuxième règne. |
| 95                                                         | Dumitrașcu Cantacuzino                                                           | Dimitrie Ier                                               | Cantacuzène                                                | 1675-1675                                                  | Deuxième règne. |
| 96                                                         | Antonie Ruset                                                                    | Antonie                                                    | Rosetti                                                    | 1675-1678                                                  | - |
| 97                                                         | Gheorghe Duca                                                                    | Gheorge III                                                | Doukas                                                     | 1678-1683                                                  | Troisième règne. |
| 98                                                         | Ștefan Petriceicu                                                                | Étienne XI                                                 | Petriceicu                                                 | 1683-1684                                                  | Troisième règne. |
| 99                                                         | Dumitrașcu Cantacuzino                                                           | Dimitrie Ier                                               | Cantacuzène                                                | 1684-1685                                                  | Troisième règne. |
| 100                                                        | Constantin Cantemir                                                              | Constantin III                                             | Cantemir                                                   | 1685-1693                                                  | - |
| 101                                                        | Dimitrie Cantemir                                                                | Dimitrie II                                                | Cantemir                                                   | 1693-1693                                                  | Premier règne. |
| 102                                                        | Constantin Duca                                                                  | Constantin IV                                              | Doukas                                                     | 1693-1695                                                  | Premier règne. |
| 103                                                        | Antioh Cantemir                                                                  | Antioch                                                    | Cantemir                                                   | 1695-1700                                                  | Premier règne. |
| 104                                                        | Constantin Duca                                                                  | Constantin IV                                              | Doukas                                                     | 1700-1703                                                  | Second règne. |
| 105                                                        | Mihai Ion Racoviță                                                               | Michel III                                                 | Racovitza                                                  | 1703-1705                                                  | Premier Règne. |
| 106                                                        | Antioh Cantemir                                                                  | Antioch                                                    | Cantemir                                                   | 1705-1707                                                  | Second règne. |
| 107                                                        | Mihai Ion Racoviță                                                               | Michel III                                                 | Racovitza                                                  | 1707-1709                                                  | Deuxième règne. |
| 108                                                        | Nicolae Alexandru Mavrocordat                                                    | Nicolas Ier                                                | Mavrocordat                                                | 1709-1710                                                  | Premier règne. |
| 109                                                        | Dimitrie Cantemir                                                                | Dimitrie II                                                | Cantemir                                                   | 1710-1711                                                  | Second règne. |
| 110                                                        | Nicolae Alexandru Mavrocordat                                                    | Nicolas Ier                                                | Mavrocordat                                                | 1711-1715                                                  | Second règne. |
| 111                                                        | Mihai Ion Racoviță                                                               | Michel III                                                 | Racovitza                                                  | 1716-1726                                                  | Troisième règne. |
| 112                                                        | Grigore Ghica                                                                    | Grigore Ier                                                | Ghica                                                      | 1726-1733                                                  | Premier règne, Grigore II de Valachie.                                                                                       |
| 113                                                        | Constantin Mavrocordat                                                           | Constantin V                                               | Mavrocordat                                                | 1733-1735                                                  | Premier règne. |
| septembre/octobre 1739 : Occupation par la Russie          | septembre/octobre 1739 : Occupation par la Russie                                | septembre/octobre 1739 : Occupation par la Russie          | septembre/octobre 1739 : Occupation par la Russie          | septembre/octobre 1739 : Occupation par la Russie          | - |
| 114                                                        | Grigore Ghica                                                                    | Grigore Ier                                                | Ghica                                                      | 1735-1741                                                  | Deuxième règne. |
| 115                                                        | Constantin Mavrocordat                                                           | Constantin V                                               | Mavrocordat                                                | 1741-1743                                                  | Deuxième règne. |
| 116                                                        | Ion Mavrocordat                                                                  | Ioan VI                                                    | Mavrocordat                                                | 1743-1747                                                  | - |
| 117                                                        | Grigore Ghica                                                                    | Grigore Ier                                                | Ghica                                                      | 1747-1748                                                  | Troisième règne. |
| 118                                                        | Constantin Mavrocordat                                                           | Constantin V                                               | Mavrocordat                                                | 1748-1749                                                  | Troisième règne. |
| 119                                                        | Constantin Racoviță                                                              | Constantin VI                                              | Racovitza                                                  | 1749-1753                                                  | Premier règne. |
| 120                                                        | Matei Grigorie Ghica                                                             | Mathieu                                                    | Ghica                                                      | 1753-1756                                                  | - |
| 121                                                        | Constantin Racoviță                                                              | Constantin VI                                              | Racovitza                                                  | 1756-1757                                                  | Deuxième règne. |
| 122                                                        | Scarlat Grigorie Ghica                                                           | Scarlat Ier                                                | Ghica                                                      | 1757-1758                                                  | - |
| 123                                                        | Ioan Teodor Călmașul                                                             | Jean-Théodore                                              | Kallimachis                                                | 1758-1761                                                  | - |
| 124                                                        | Grigorie Călmașul                                                                | Grigore II                                                 | Kallimachis                                                | 1761-1764                                                  | Premier règne. |
| 125                                                        | Grigore Ghica                                                                    | Grigore III                                                | Ghica                                                      | 1764-1767                                                  | Premier règne. |
| 126                                                        | Grigorie Călmașul                                                                | Grigore II                                                 | Kallimachis                                                | 1767-1769                                                  | Second règne. |
| 127                                                        | Constantin Mavrocordat                                                           | Constantin V                                               | Mavrocordat                                                | 1769-1769                                                  | Quatrième règne. |
| septembre 1769 - septembre 1774 : Occupation par la Russie | septembre 1769 - septembre 1774 : Occupation par la Russie                       | septembre 1769 - septembre 1774 : Occupation par la Russie | septembre 1769 - septembre 1774 : Occupation par la Russie | septembre 1769 - septembre 1774 : Occupation par la Russie | - |
| 128                                                        | Grigore Ghica                                                                    | Grigore III                                                | Ghica                                                      | 1774-1777                                                  | Second règne. |
| 129                                                        | Constantin Moruzi                                                                | Constantin VII                                             | Mourousis                                                  | 1777-1782                                                  | - |
| 130                                                        | Alexandru Mavrocordat Delibey                                                    | Alexandre VIII                                             | Mavrocordat                                                | 1782-1785                                                  | - |
| 131                                                        | Alexandru Mavrocordat Fugitul                                                    | Alexandre IX                                               | Mavrocordat                                                | 1785-1786                                                  | - |
| novembre 1787 - juillet 1788 : Occupation par l’Autriche   | novembre 1787 - juillet 1788 : Occupation par l’Autriche                         | novembre 1787 - juillet 1788 : Occupation par l’Autriche   | novembre 1787 - juillet 1788 : Occupation par l’Autriche   | novembre 1787 - juillet 1788 : Occupation par l’Autriche   | - |
| 132                                                        | Alexandru Ypsilántis                                                             | Alexandre X                                                | Ypsilántis                                                 | 1786-1788                                                  | Premier règne. |
| septembre 1788 - novembre 1789 : Occupation par la Russie  | septembre 1788 - novembre 1789 : Occupation par la Russie                        | septembre 1788 - novembre 1789 : Occupation par la Russie  | septembre 1788 - novembre 1789 : Occupation par la Russie  | septembre 1788 - novembre 1789 : Occupation par la Russie  | - |
| novembre 1789 - juillet 1791 : Occupation par l’Autriche   | novembre 1789 - juillet 1791 : Occupation par l’Autriche                         | novembre 1789 - juillet 1791 : Occupation par l’Autriche   | novembre 1789 - juillet 1791 : Occupation par l’Autriche   | novembre 1789 - juillet 1791 : Occupation par l’Autriche   | - |
| 133                                                        | Manole Giani Ruset                                                               | Emmanuel                                                   | Rosetti                                                    | 1788-1789                                                  | - |
| 134                                                        | Alexandru Moruzi                                                                 | Alexandre XI                                               | Mourousis                                                  | 1792-1792                                                  | Premier règne. |
| 135                                                        | Mihail Draco Suțu                                                                | Michel IV                                                  | Suțu                                                       | 1792-1795                                                  | - |
| 136                                                        | Alexandru Călmașul                                                               | Alexandre XII                                              | Kallimachis                                                | 1795-1799                                                  | - |
| 137                                                        | Constantin Ypsilántis                                                            | Constantin VIII                                            | Ypsilántis                                                 | 1799-1801                                                  | - |
| 138                                                        | Alexandru Nicolae Suțu                                                           | Alexandre XIII                                             | Suțu                                                       | 1801-1802                                                  | - |
| 139                                                        | Alexandru Moruzi                                                                 | Alexandre XI                                               | Mouroussis                                                 | 1802-1806                                                  | Deuxième règne. |
| novembre 1806 - mai 1812: Occupation par la Russie         | novembre 1806 - mai 1812: Occupation par la Russie                               | novembre 1806 - mai 1812: Occupation par la Russie         | novembre 1806 - mai 1812: Occupation par la Russie         | novembre 1806 - mai 1812: Occupation par la Russie         | - |
| 140                                                        | Scarlat Călmașul                                                                 | Scarlat II                                                 | Kallimachis                                                | 1806-1806                                                  | Premier règne. |
| 141                                                        | Alexandru Moruzi                                                                 | Alexandre XI                                               | Mouroussis                                                 | 1806-1807                                                  | Troisième règne. |
| 142                                                        | Alexandru Hangerli                                                               | Alexandre XIV                                              | Hangerli                                                   | 1807-1807                                                  | Prince titulaire. |
| 143                                                        | Scarlat Călmașul                                                                 | Scarlat II                                                 | Kallimachis                                                | 1807-1810                                                  | Deuxième règne, prince titulaire.                                                                                            |
| 144                                                        | Iordache Ruset-Roznovanu                                                         | Iordache                                                   | Rosetti-Roznovanu                                          | 1806-1807                                                  | Caïmacan. |
| 145                                                        | Veniamin Costache                                                                | Benjamin                                                   | Costăchești                                                | 1807-1812                                                  | Caïmacan. |
| 146                                                        | Scarlat Călmașul                                                                 | Scarlat II                                                 | Kallimachis                                                | 1812-1819                                                  | Troisième règne. |
| 147                                                        | Mihail Șuțu                                                                      | Michel V                                                   | Suțu                                                       | 1819-1821                                                  | - |
| 148                                                        | Veniamin Costache                                                                | Benjamin                                                   | Costăchești                                                | 1821-1821                                                  | Caïmacan. |
| 149                                                        | Alexandru Ypsilántis                                                             | Alexandre XV                                               | Ypsilántis                                                 | 1821-1821                                                  | Deuxième règne. |
| 150                                                        | Ștefan Vogoride                                                                  | Etienne XII                                                | Vogoridès                                                  | 1821-1822                                                  | - |
| 151                                                        | Ioniță Sandu Sturdza                                                             | Ioan VII                                                   | Sturdza                                                    | 1822-1828                                                  | - |
| avril 1828 - septembre 1834: Occupation par la Russie      | avril 1828 - septembre 1834: Occupation par la Russie                            | avril 1828 - septembre 1834: Occupation par la Russie      | avril 1828 - septembre 1834: Occupation par la Russie      | avril 1828 - septembre 1834: Occupation par la Russie      | Il s'agit ici de l'occupation de la partie occidentale du pays, la partie orientale étant déjà russe depuis 1812.            |
| 152                                                        | Paul Kisseleff                                                                   | Paul                                                       | Kisseliov                                                  | 1829-1834                                                  | Gouverneur russe. |
| 153                                                        | Mihail Sturdza                                                                   | Michel VI                                                  | Sturdza                                                    | 1834-1849                                                  | - |
| octobre 1853- septembre 1854: Occupation par la Russie     | octobre 1853- septembre 1854: Occupation par la Russie                           | octobre 1853- septembre 1854: Occupation par la Russie     | octobre 1853- septembre 1854: Occupation par la Russie     | octobre 1853- septembre 1854: Occupation par la Russie     | Il s'agit ici de l'occupation de la partie occidentale du pays, la partie orientale étant déjà russe depuis 1812.            |
| 154                                                        | Grigorie Alexandru Ghica                                                         | Grigorie IV                                                | Ghica                                                      | 1849-1856                                                  | - |
| 155                                                        | Teodor Bals                                                                      | Théodore                                                   | Balș                                                       | 1856-1857                                                  | Camaïcan |
| 156                                                        | Nicolae Vogoride                                                                 | Nicolas II                                                 | Vogoridès                                                  | 1857-1858                                                  | - |
| 157                                                        | Ștefan Catargiu, I. A. Cantacuzino Zizine et Vasile Sturdza / Căimăcămia de trei | Triumvirat                                                 | Triumvirat                                                 | oct. 1858 - oct. 1858                                      | - |
| 158                                                        | Anastasie Panu, I. A. Cantacuzino Zizine et Vasile Sturdza                       | Triumvirat                                                 | Triumvirat                                                 | oct. 1858 - jan. 1859                                      | - |
| 159                                                        | Alexandru Ion Cuza                                                               | Alexandre Jean Ier                                         | Cuza                                                       | 1859-1862                                                  | - |

## Les offices de la principauté de Moldavie
Au début de l’existence de la principauté (du XIVe siècle au XVIe siècle) le voïvode moldave nommait seul les titulaires des offices, parfois proposés par le Sfat domnesc (conseil des aristocrates). Tous étaient révocables. Beaucoup de titulaires sont intégrés à la noblesse d’épée (boieri mari). Plus tard (à partir du XVIIe siècle) les hospodars mettent les offices civils aux enchères et anoblissent les acheteurs, créant ainsi une noblesse de robe (boieri mici). Dans ces cas, les titulaires gardent l’office à vie, et s’ils n’ont pas eux-mêmes les compétences requises, délèguent le travail à des adjoints (custozi) qui peuvent, eux aussi, être éventuellement anoblis. Les offices moldaves ont évolué avec le temps et étaient principalement les suivants :
- Aprod : huissier, page, écuyer ;
- Ban : gouverneur régional, chef de plusieurs Juzi et Pârcălabi ;
- Cămărar : chambellan, chef des serviteurs de la cour et du souverain, ou encore du métropolite ;
- Clucer : ambassadeur ;
- Jude : gouverneur (préfet) et chef des sénéchaux (logofeți) d’un ținut (comté) ;
- Logofăt : greffier ou sénéchal d'un jude ou d’un vornic ;
- Mare-Logofăt : chancelier de la cour ;
- Mare-Vistiernic : grand-argentier (ministre des finances) ;
- Mare-Vornic (ou Mare-Ban) : premier ministre de la principauté ;
- Măscărici : bouffon de la cour, seul autorisé à brocarder, dans certaines limites, le pouvoir et l’église, mais seul à n’avoir aucun espoir d’être anobli ;
- Paharnic : échanson (valet particulier du souverain) ;
- Pârcălab : gouverneur d’une forteresse, bourgmestre d’une ville ;
- Postelnic : ministre des affaires étrangères, chef des clucères ;
- Spătar : connétable, ministre des armées ou consul ;
- Stolnic : ministre de l'économie et du commerce ;
- Vistiernic : collecteur d’impôts ;
- Vornic : maire d’un village.